# Houseparty
Houseparty és una xarxa social que facilita videotrucades en grup a través de dispositius mòbils i aplicacions d'escriptori. Els usuaris reben una notificació quan els seus contactes són en línia i disponibles per a xatejar. La mitjana de cada usuari és d'uns 60 minuts per conversa a l'app, ja sigui grupalment o en converses individuals. L'aplicació va ser llançada per Life on Air, Inc. el 2016 i està disponible per iOS, dispositius de mòbil Android, macOS i Google Chrome. Sima Sistani és la directora executiva la co-fundadora de la companyia.

## Desenvolupament
A principis de 2015, Life On Air, Inc., un equip dirigit pel fundador i CEO Ben Rubin, va llançar l'aplicació de streamingen viu Meerkat i va guanyar 12$ milions a través de la fundació venture capital de Greylock Partners. Després del llançament, els creadors van començar a desenvolupar una nova app anomenada Houseparty que es va "allunyar d'emissions públiques a favor de xats privats."
Houseparty va ser llançada a l'App Store (Apple) i la Play Store (Google) el febrer de 2016, sota un pseudònim. Es va estar desenvolupant durant més de 10 mesos amb una pàgina web que redirigia a l'app Houseparty l'octubre de 2016. L'empresa va guanyar 52$ milions en finançament capital fundat per Sequoia Capital a finals de 2016. En 2018 ja estava disponible per a macOS.

## Adquisició i expansió
La co co-fundadora Sistani va ser nominada com a cap de l'empresa i directora executiva el març de 2019 i va dirigir l'adquisició de Houseparty per Epic Games més tard aquell mateix any. Life on Air, Inc. va esdevenir una subsidiària d'Epic Games i els termes monetaris de l'adquisició no van ser revelats. Sistani va apuntar que Houseparty era utilitzada per persones que jugaven a Fortnite, així que "l'associació tenia molt de sentit."
El maig de 2020, Houseparty va anunciar "En La Casa", un festival de tres dies amb actuacions en viu des de casa fetes per persones famoses com Alicia Keys, Neil Patrick Harris, Zooey Deschanel i Terry Crews.

## Tecnologia
Houseparty és una xarxa social amb un funcionament "cara a cara", on fins a vuit participants poden interaccionar en una única sessió o sala. Els usuaris reben una notificació cada cop que algun dels seus contactes entra a l'aplicació per d'aquesta manera poder entrar a una sala i xerrar.
A principis de 2019, l'empresa es va associar amb l'aplicació "Heads Up!" d'Ellen Degeneres, la famosa actriu i presentant del seu propi programa americà "The Ellen Show". A l'estiu del 2020, Houseparty es va associar amb Mattel per afegir alguns mini jocs a l'aplicació com ara Magic 8-Ball i el joc de cartes "Uno". Houseparty conté altres jocs addicionals com ara Quick Draw, Chips & Guac i jocs de curiositats i preguntes, tots disponibles per a jugar amb els teus contactes en video trucada.
La famosa revista The New Yorker va anomenar Houseparty la "sala d'estar virtual" de les aplicacions.

## Ús durant la pandemia de la COVID-19
Durant la pandemia, molts països son els que han hagut d'adaptar-se a la situació i s'han vist obligats a aplicar un confinament. Degut a aquesta situació d'incomunicació en persona, la popularitat de l'aplicació va créixer en picat. Va ser descarregada més de 17 milions de cops en març de 2020, guanyant així un Webby Award de 2020 per a "Esclat de l'any". A finals de març de 2020, va començar a córrer un rumor per les xarxes socials i pels mitjans de comunicació de que Houseparty havia estat hackejada. L'informe va ser negat per la directora executiva Sistani, afirmant que "si algú volgués saber si havien estat hackejats o no, serien ells." Segons Fast Company, l'aplicació va estar en el primer lloc del ranking de Xarxes Socials en l' App Store amb 50 milions de descàrregues durant l'abril de 2020.